# Мамочки (телесериал)
«Ма́мочки» — российский комедийный телесериал, созданный компанией Sister’s Production совместно с Yellow, Black and White, Happy People Production (первый—второй сезоны), IQ Production и Aurora Production (третий сезон).

## История создания
Съёмки сериала начались осенью 2015 года. Показ первого сезона шёл на канале СТС с 7 по 30 декабря 2015 года.
Сериал был продлён на второй сезон, съёмки которого проходили с марта по май 2016 года. Премьера второго сезона транслировалась на канале СТС с 12 сентября по 12 октября 2016 года.
10 сентября 2016 года было официально объявлено, что сериал продлён на третий сезон, съёмки которого проходили с сентября по декабрь 2016 года. Премьера третьего сезона состоялась на канале СТС 6 февраля 2017 года. 13 февраля 2017 года было официально объявлено, что третий сезон — последний. Заключительная серия вышла в эфир 7 марта 2017 года.

## Сюжет

### Первый сезон
Новоиспечённая мать Аня, мама троих детей Юля и одинокая девушка Вика — лучшие подруги. Каждая из них, несмотря на всевозможные трудности, пытается сделать всё для того, чтобы стать по-настоящему счастливой.
Пока Юля пытается совмещать семью и карьеру журналистки, Вика активно ищет «мужчину своей жизни», а Аня соглашается выйти замуж за Ваню, однако тот ей вскоре изменяет, и всё срывается.

### Второй сезон
Вика никак не может решить, кого она любит: Костю или Андрея. Она наконец-то станет счастливой, ведь у неё будет ребёнок — только остаётся узнать, от кого он.
Юля узнаёт, что её отец вышел из тюрьмы, а после — что он владелец журнала «KabLook». В конце сезона Юля также узнаёт, что у неё есть сестра, её соперница — Тоня, а Аня узнаёт, кто была любовница Вани.

### Третий сезон
Вика наконец-то погружается в семейную жизнь и испытывает прелесть материнства, но вдруг оказалось, что ребёнок всё-таки от Кости. Теперь она может жить с человеком, которого она любит и который является отцом ребёнка, но у Кости уже появилась невеста.

## Персонажи

### В главных ролях
| Актёр                      | Роль |
| -------------------------- | --- |
| Елена Николаева            | Анна (Аня) Алексеевна Белоусова 28 лет, мама Миши, бывшая жена Ивана, бывшая любовница Виктора, хозяйка магазина детской одежды «Мишутка», сошлась с Сергеем, закадровый голос                              |
| Светлана Колпакова         | Юлия (Юля) Ильинична Мельникова 31 год, мама Маши, Паши и Ильи, жена Романа, дочь Ильи Борисовича, журналист женского журнала «КабLook»                                                                     |
| Александра Булычёва        | Виктория (Вика) Николаевна Смирнова 30 лет, врач-андролог, бывшая жена Андрея, мама Вари, младшая сестра Ивана                                                                                              |
| Сергей Лавыгин             | Роман (Рома) Александрович Мельников 32 года, муж Юли, папа Маши, Паши и Ильи, продавец-консультант магазина бытовой техники и электроники (1 сезон), менеджер дилерского центра «Демидов моторс» (2 сезон) |
| Александр Ратников         | Иван (Ваня) Николаевич Смирнов 31 год, бывший муж Ани, папа Миши, старший брат Вики, бывший старший менеджер дилерского центра «Демидов моторс»                                                             |
| Роман Полянский            | Константин (Костя) Андреевич Грачёв врач-педиатр, коллега Вики, бывший парень Вики, папа Вари, муж Лики |
| Владимир Жеребцов          | Андрей Кириллович Анисимов учитель географии в школе, бывший муж Вики |
| Павел Трубинер             | Сергей Сергеевич Давыдов писатель, был влюблён в Аню, в конце 3 сезона снова сошёлся с ней, автор женских романов под псевдонимом Роза Шарп                                                                 |
| Юлиана Бажанова            | Мария (Маша) Романовна Мельникова 13 лет, старшая дочь Юлии и Романа, сестра Ильи и Павла |
| Александр Присмотров-Белов | Илья Романович Мельников 9 лет, средний сын Юлии и Романа, брат Марии и Павла |
| Артемий Падалка            | Павел (Паша) Романович Мельников 7 лет, младший сын Юлии и Романа, брат Марии и Ильи |
| Глеб Лукашевич             | Михаил (Миша) Иванович Смирнов 2 года 10 месяцев, сын Ани и Ивана |
| Евангелина Бадулина        | Варвара (Варя) Константиновна Грачёва 2,5 месяца, дочь Вики и Кости |

### В ролях
| Актёр                           | Роль |
| ------------------------------- | --- |
| Юлия Подозёрова                 | Ольга Геннадьевна коллега Юли, жена Юрия Анатольевича, любовница Ивана до 39 серии, журналист, пишущий о культурной жизни столицы в женском журнале «КабLook», с 20-й серии — главный редактор женского журнала «КабLook» |
| Максим Виторган                 | Юрий Анатольевич бывший начальник Ивана, муж Ольги |
| Татьяна Лютаева                 | Наталья Юрьевна Жукова начальник Юли, главный редактор женского журнала «КабLook» (до 19-й серии), бывшая возлюбленная Ильи Борисовича                                                                                    |
| Серафима Низовская              | Валерия (Лера) Анатольевна куратор женского журнала «КабLook» |
| Антонина Комиссарова            | Антонина (Тоня) коллега Юли, журналист женского журнала «КабLook», сводная сестра Юли, мама Ильи |
| Владимир Симонов (с 21-й серии) | Илья Борисович 60 лет, отец Юли и приёмный отец Тони, дед Маши, Ильи и Паши, бывший криминальный авторитет, отсидел в тюрьме около 15 лет, владелец женского журнала «КабLook», возобновил отношения с Лорой Грушевской   |
| Евгения Осипова (с 21-й серии)  | новый врач-лор |
| Евгений Токарев                 | Женя бармен, бывший возлюбленный Вики |
| Дмитрий Мазуров                 | Олег бывший возлюбленный Вики |
| Мария Буравлева                 | Саша коллега Юли, журналист, пишущий о моде в женском журнале «КабLook» |
| Мария Болонкина                 | Таня коллега Юли, журналист, пишущий о моде в женском журнале «КабLook» |
| Анастасия Привалова             | Лена коллега Юли, помощник главного редактора женского журнала «КабLook» |
| Станислав Бондаренко            | Степан Макаров 30 лет, сотрудник сервисного центра по обслуживанию автомобилей, бывший возлюбленный Вики |
| Юрий Васильев                   | Николай Петрович Смирнов отец Ивана и Вики, муж Веры, дедушка Вари и Миши |
| Татьяна Аугшкап                 | Вера Борисовна Смирнова мама Ивана и Вики, жена Николая, бабушка Вари и Миши |
| Светлана Немоляева              | Светлана Олейникова сотрудница Государственной Третьяковской галереи |
| Анжелика Каширина               | Света подруга Ани |
| Константин Соловьёв             | Дима бизнесмен, бывший возлюбленный Вики |
| Ксения Непотребная              | Яна парикмахер Вики |
| Всеволод Макаров                | Альберт тренер по фитнесу |
| Максим Радугин                  | Игорь художник, бывший возлюбленный Вики |
| Марина Яковлева                 | Людмила Андреевна Белоусова мама Ани, жена Алексея, бабушка Миши |
| Сергей Баталов                  | Алексей Петрович Белоусов отец Ани, муж Людмилы, дедушка Миши |
| Людмила Гаврилова               | Тамара Ивановна мама Андрея, пенсионерка |
| Сергей Колесников               | папа Кости |
| Елена Валюшкина                 | Лора Грушевская мама Юли, бывшая жена Ильи Борисовича, заслуженная артистка, возобновила отношения с Ильёй Борисовичем |
| Татьяна Догилева                | Регина Тимофеевна (43 серия) соседка Юли и Ромы |
| Темико Чичинадзе                | Тото (с 46-й серии) хозяин магазина нижнего белья, влюблён в Аню |
| Виктор Добронравов              | Виктор (с 49-й серии) возлюбленный Ани |
| Екатерина Кабак                 | Лика (с 53-й серии) жена Кости |

## Саундтрек
| Исполнитель                           | Название композиции                                    |
| ------------------------------------- | ------------------------------------------------------ |
| Альма Коган                           | Never Do A Tango With An Eskimo                        |
| Розмари Клуни                         | Sway                                                   |
| Тина                                  | Ваня                                                   |
| Olivia Millerschin                    | 365; Carry Me; Pie Song; She’s Got It All; We Know Not |
| Rob Bagshaw, Tara Chinn, Emily Taylor | I’m Like a Fool                                        |
| Clair                                 | Genius                                                 |
| Anthony Flynn                         | Japanese Legend                                        |
| Жаннат Керимбаев                      | Ты сказала «Нет»                                       |
| Группа Neon Tiger                     | Cheeky monkey                                          |
| Джамала                               | In My Shoes                                            |
| Faijee                                | Hard Loving                                            |
| Группа «Бумбокс»                      | Хэппи энд                                              |
| Ёлка                                  | Море внутри                                            |
| Adam Mark Gubman                      | Tango of Errors                                        |
| Mario Nascimbene                      | Chi Chi Cha Cha                                        |
| Chris McDonald                        | Tombo Mango                                            |
| Dale M. Herr                          | Mondo Mysterioso                                       |
| Colin Frechter                        | Muscles Cha Cha                                        |
| Ehren Ebbage                          | Big Bad Wolf                                           |
| Harry Lubin                           | Hit The Road                                           |
| Harry Peat                            | Looking Back                                           |
| Paul Moran                            | King of Clubs                                          |
| Richard Birdsall                      | Pandoras Box; The Hoax                                 |
| Sergey Kolosov                        | Too Many Cooks                                         |
| Шура Кузнецова                        | Не тонуть, а плыть                                     |

## Рейтинги
В эфире канала СТС сериал стартовал с хорошими рейтингами.
По данным «TNS Россия», средняя доля премьерных серий по Москве составила 16,2 % (15,7 в слоте 21:00—21:30 и 16,7 в слоте 21:30—22:00). В аудитории «Все 10—45» СТС занял первое место в слоте 21:00—22:00. Среди молодых женщин с детьми в возрасте 25—35 лет доля достигла 26,5 %, то есть каждая третья женщина, которая в тот момент смотрела телевизор, смотрела именно сериал «Мамочки». По России доля премьерных серий в аудитории «Все 10—45» достигла 12 %, а среди молодых женщин с детьми в возрасте 25—35 лет — 20,5 %.

## Эпизоды
| Сезон | Сезон | Серии | Период трансляции             |
| ----- | ----- | ----- | ----------------------------- |
|       | 1     | 20    | 7 декабря — 30 декабря 2015   |
|       | 2     | 20    | 12 сентября — 12 октября 2016 |
|       | 3     | 20    | 6 февраля — 7 марта 2017      |

## Мнения
Сериал получил положительные оценки телекритиков..

«„Мамочки“ — это крепко сделанный ситком в лучших традициях „Кухни“ и в стиле СТС, со стопроцентным попаданием актёров в образы, хорошим юмором и ненадуманным сюжетом»— Алина Бавина, «Вокруг ТВ»

«Сериал „Мамочки“ — кладезь полезных советов для молодых мам и тех, кто только собирается ими стать»— Надежда Шульга, «Комсомольская правда»

«„Мамочки“ — добрый и очень трогательный сериал о дружбе и о семье. Он ухитряется быть смешным (местами абсолютно уморительным), не опускаясь до язвительности, пошлости или нелепости, чем часто грешат телевизионные проекты. Хоть герои — все, не только главные, — просты и понятны, при этом назвать их скучными язык не повернётся»— Валерия Высокосова, FashionTime.ru